# Castell Trefilan
Castell Trefilan är ett slott i Storbritannien.   Det ligger i kommunen Ceredigion och riksdelen Wales, i den södra delen av landet, 280 km väster om huvudstaden London. Castell Trefilan ligger 93 meter över havet.
Terrängen runt Castell Trefilan är platt söderut, men norrut är den kuperad. Castell Trefilan ligger nere i en dal. Runt Castell Trefilan är det ganska glesbefolkat, med 43 invånare per kvadratkilometer. Närmaste större samhälle är Lampeter, 9,4 km söder om Castell Trefilan. Trakten runt Castell Trefilan består i huvudsak av gräsmarker.